# 16 de julio
El 16 de julio es el 197.º (centésimo nonagésimo séptimo) día del año en el calendario gregoriano y el 198.º en los años bisiestos. Quedan 168 días para finalizar el año.

## Acontecimientos
- 622: Arabia: el profeta Mahoma inicia su viaje desde La Meca hacia Medina. Este hecho es llamado la Hégira, hecho que da inicio al calendario musulmán.
- 1054: en Constantinopla (Imperio bizantino), el cardenal Humberto de Silva Candida (que lidera una legación despachada por el papa León IX) excomulga a Miguel I Cerulario (el patriarca de Constantinopla) mediante una bula depositada en la Iglesia de Santa Sofía. Este hecho desencadenará el Gran Cisma de Oriente.
- 1099: en la actual Israel ―en el marco de la Primera Cruzada― los cristianos europeos perpetran el segundo día de masacre contra la población musulmana y judía de Jerusalén la cual fue defendida por su gobernador Iftikhar ad-Daula, con una guarnición compuesta por soldados árabes, sudaneses y egipcios (conquistada el día anterior). Los musulmanes son asesinados en el Cúpula de la Roca y la Mezquita  de Al-Aqsa, los judíos son quemados vivos en la Gran Sinagoga, donde se habían refugiado, por ser considerados como cómplices de los musulmanes.
- 1212: en Andalucía (España), el ejército organizado por Alfonso VIII de Castilla, Rodrigo Ximénez de Rada y el papa Inocencio III se enfrentan a los almohades que dominan Al-Ándalus en la batalla de Las Navas de Tolosa.
- 1228: en Asís el papa Gregorio IX canoniza a Francisco de Asís.
- 1251: en Cambridge (Inglaterra), el religioso inglés Simón Stock dice haber visto una aparición de la Virgen del Carmen.
- 1377: en Inglaterra es coronado Ricardo II.
- 1573: en Países Bajos, concluye el Asedio de Haarlem. Las tropas españolas lideradas por Don Fadrique de Alba ejecutan al gobernador Wigbolt Ripperda junto con los defensores de la ciudad.
- 1661: en Suecia, un banco emite el primer papel moneda en Europa.
- 1717: en Campeche (en la Nueva España, actual México) se funda la Villa de Valeros, actual Ciudad del Carmen.
- 1769: en los actuales Estados Unidos, el padre Junípero Serra funda la primera misión de California (la Misión de San Diego de Alcalá). Después de algunas décadas, se incluye en la ciudad de San Diego (California).
- 1782: en Austria se estrena la ópera El rapto en el serrallo de Wolfgang Amadeus Mozart.
- 1790: en Estados Unidos se funda la ciudad de Washington D. C.
- 1809: en el Alto Perú (Virreinato del Río de la Plata), la revolución independentista de La Paz (actual sede de gobierno de Bolivia), bajo la dirección de Pedro Domingo Murillo, da lugar a la formación de la Junta Tuitiva primer gobierno libre de América del Sur y origen de la independencia hispanoamericana.
- 1822: en el Estado de México se erige el municipio libre en Chicoloapan.
- 1838: en Santo Domingo se crea la sociedad secreta La Trinitaria, con el fin de planificar la independencia dominicana.
- 1848: Fundación del Partido Liberal de Colombia
- 1849: en Vich (Cataluña, España), Antonio María Claret funda la congregación religiosa católica de los Misioneros Hijos del Inmaculado Corazón de María, popularmente conocida como los Claretianos.

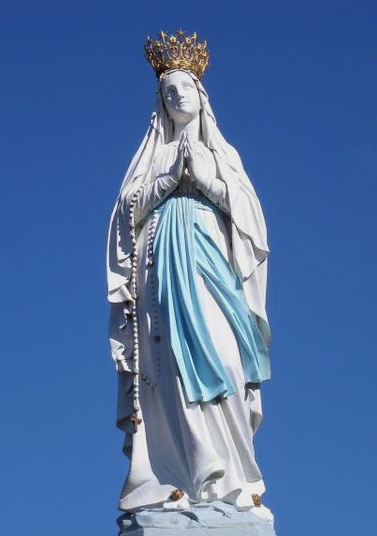
Estatua de la Virgen de Lourdes - Las dieciocho apariciones en la gruta de Massabielle entre el 11 de febrero y el 16 de julio de 1858

- 1858: en Lourdes la última aparición de la Santísima Virgen María a Bernadette Soubirous.[1]
- 1861: en Virginia (Estados Unidos) ―en el marco de la Guerra Civil― las tropas unionistas bajo las órdenes de Abraham Lincoln comienzan una marcha de 40 km para entrar en combate en la batalla de Bull Run, la primera gran batalla de la guerra.
- 1865: en Tetela de Ocampo (Puebla) ―durante la Segunda intervención francesa en México― la legión austro-húngara, incendia y arrasa Tetela, su población, se ve obligada a huir hacia los cerros.
- 1927: en Ocotal (Nicaragua), Augusto César Sandino lidera un ataque contra los marines estadounidenses y la Guardia Nacional para tomar esta población, pero es rechazado (batalla de Ocotal).
- 1931: en Etiopía, el emperador Haile Selassie I firma la primera constitución de ese país.
- 1935: en el barrio de Los Ángeles de la ciudad de San José (Costa Rica), se funda el club de fútbol Deportivo Saprissa.
- 1935: en Oklahoma City (Estados Unidos), se instala el primer parquímetro de la historia.
- 1945: en el desierto Jornada del Muerto, a 124 km al noroeste de la ciudad de Alamogordo (estado de Nuevo México), a las 5:29:45 hora local, Estados Unidos detona su primera bomba atómica, Trinity (que forma parte del proyecto Manhattan), de 19 kilotones. Empieza así la era atómica. Es la bomba n.º 1 de las 1129 que Estados Unidos detonó entre 1945 y 1992. Las siguientes dos bombas atómicas se arrojaron veinte días después sobre la población civil japonesa en Hiroshima y Nagasaki.
- 1948: Después de incesantes ataques, la ciudad de Nazaret, se rinde bajo las tropas israelíes durante la operación Dekel en la guerra árabe-israelí de 1948.
- 1950: en Río de Janeiro (Brasil), Uruguay se consagra campeón de la Copa Mundial de Fútbol de 1950 al vencer en la final a Brasil por 2 goles contra 1, en un hecho conocido como el Maracanazo.
- 1951: en Bélgica, el rey Leopoldo III abdica en favor de su hijo Balduino.
- 1951: se publica por primera vez El guardián entre el centeno de J. D. Salinger.
- 1965: se inaugura el túnel del Mont Blanc, que une Francia e Italia.
- 1965: en el sitio de pruebas nucleares de Nevada, a las 5:04:24 hora local, Estados Unidos detona su bomba atómica Izzer (que forma parte del proyecto Flintlock), de menos de 20 kilotones. Es la bomba n.º 424 de las 1129 que Estados Unidos detonó entre 1945 y 1992.
- 1969: en Cabo Cañaveral (Estados Unidos) ―en el marco del Programa Apolo― despega la misión Apolo 11, la tercera misión que lleva seres humanos a la Luna, y la primera en hacerles aterrizar.
- 1979: en Nicaragua, el dictador Anastasio Somoza Debayle renuncia al cargo de Presidente de la República, debido a las presiones de la OEA, para huir del país en la madrugada del día siguiente.
- 1979: el presidente iraquí Ahmed Hassan al-Bakr renuncia y es reemplazado por Saddam Hussein.
- 1990: en Filipinas sucede un violento terremoto que mide 7,9 grados en la Escala de Richter asola la isla de Luzón, causando muchos daños, dejando más de 3000 muertos y más de 25000 resultan heridas.
- 1990: en Ucrania, el Parlamento declara a este país un estado soberano.
- 1992: en Lima (Perú), la banda terrorista Sendero Luminoso realiza un atentado en la calle Tarata del distrito de Miraflores, dejando como saldo 30 civiles muertos y 200 heridos.
- 1994: En el contexto de la Guerra del bonito, pescadores españoles toman la embarcación francesa La Gabrielle, que llevaba en su interior redes de pesca ilegales y especies de cetáceos protegidas, y que había sido abandonada por riesgo de hundimiento. La flota española lleva el barco al puerto de Burela, España, para denunciar estas irregularidades; en una acción que el gobierno francés trató de desprestigiar y calificó como secuestro.
- 1994: en Ruanda finaliza la guerra civil.
- 1994: en el planeta Júpiter impactan fragmentos del cometa  Shoemaker-Levy 9.
- 2002: en la Isla de Perejil se inicia a las 23:43 la Operación Romeo-Sierra para el desalojo de la isla, que cinco días antes había sido ocupada por fuerzas marroquíes.
- 2014: es encontrado un agujero del tamaño de un campo de fútbol a 30 kilómetros de la ciudad rusa de Bovanenkovo (Siberia). El cráter se localiza en la zona con más campos de gas de la península de Yamal.
- 2017: en Venezuela se realiza un plebiscito en rechazo a la Asamblea Nacional Constituyente que sería electa catorce días después.
- 2018: en Cataluña se crea el partido Crida Nacional, liderado por Carles Puigdemont.
- 2019: en Estados Unidos, es detenido el expresidente del Perú, Alejandro Toledo, iniciando así el proceso de extradición en su contra por el caso Odebrecht.

## Nacimientos
- 239 a. C.: Ennio, poeta romano (f. 169 a. C.).

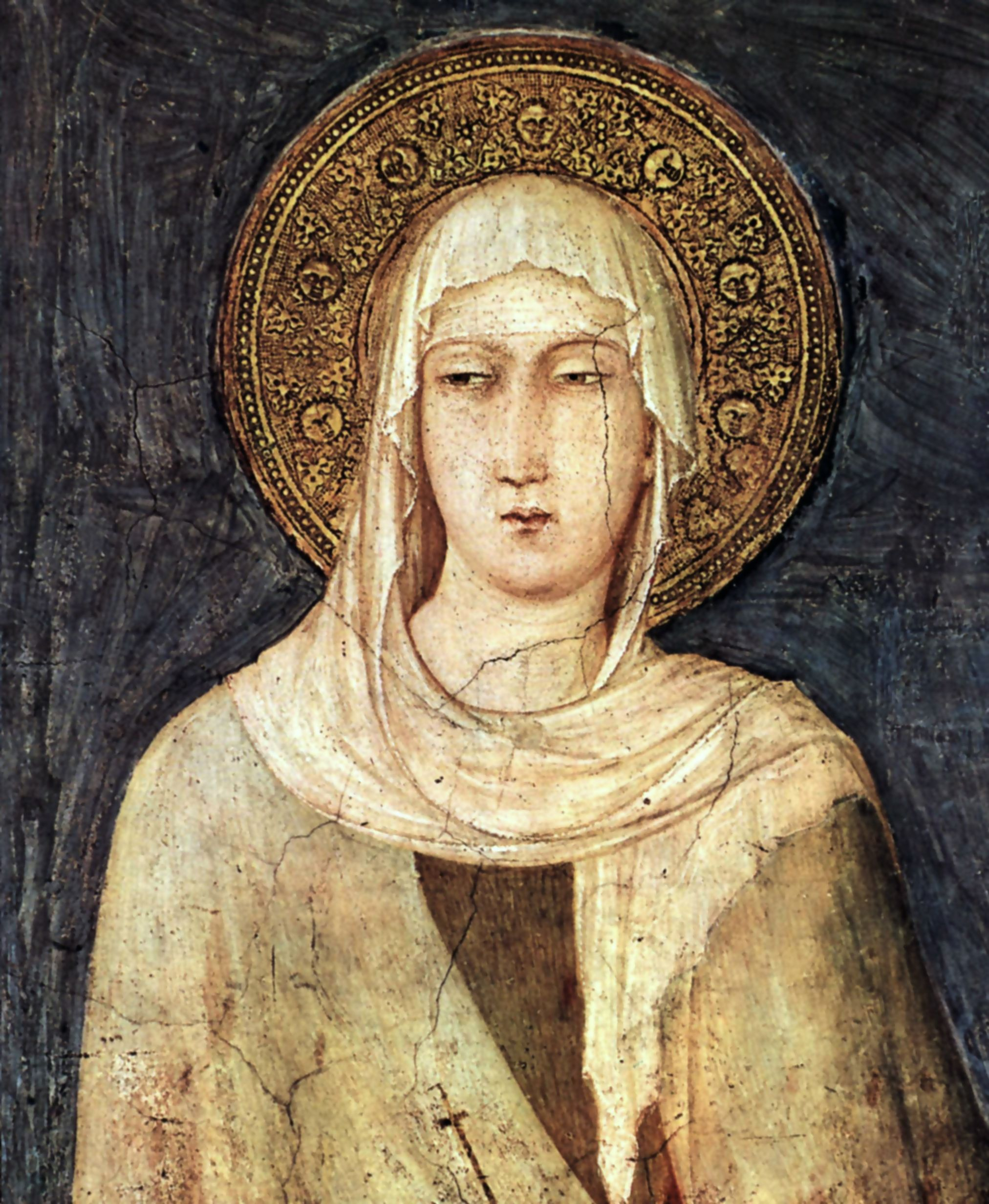
Santa Clara de Asís.

- 1194: Clara de Asís, religiosa y santa italiana (f. 1253).
- 1486: Andrea del Sarto, pintor italiano (f. 1530).
- 1517: Frances Brandon, aristócrata inglesa (f. 1559).
- 1611: Cecilia Renata de Habsburgo, reina polaca (f. 1644).
- 1715: Charles de Rohan, mariscal y ministro francés (f. 1787).
- 1723: Joshua Reynolds, pintor británico (f. 1792).

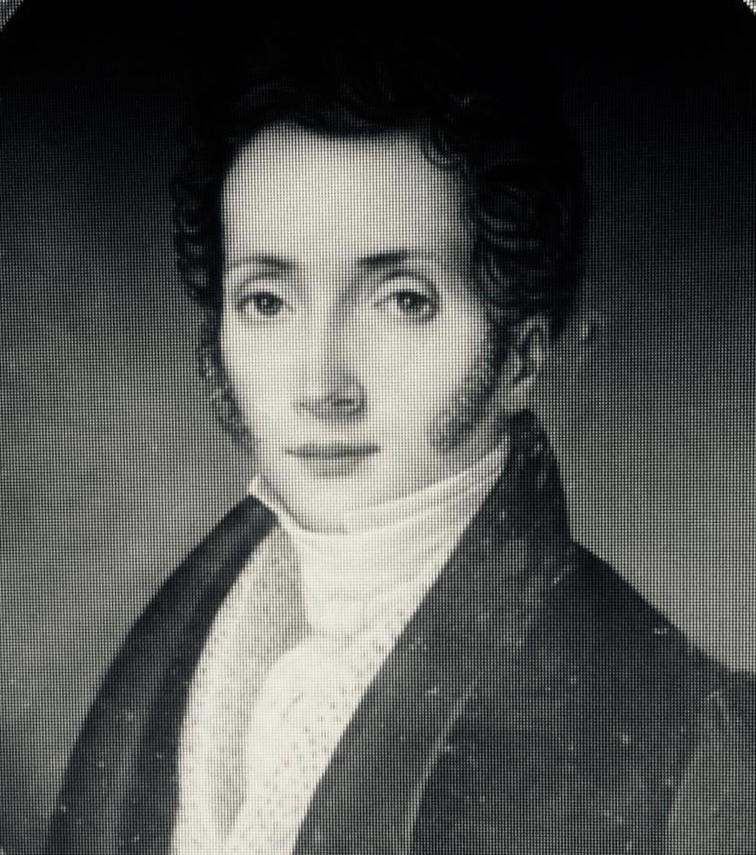
Antonio Arboleda y Arrachea.

- 1770: Antonio Arboleda y Arrachea, prócer de la Independencia de Colombia (f. 1825).
- 1796: Camille Corot, pintor francés (f. 1875).
- 1806: Aleksandr Ivánov, pintor ruso (f. 1858).
- 1807: Laurent Sazie, médico francés (f. 1865).
- 1821: Mary Baker Eddy, escritora estadounidense (f. 1910).
- 1828: José Rodrigues, pintor portugués (f. 1887).
- 1858: Eugène Ysaÿe, violinista y compositor belga (f. 1931).
- 1860: Félicien Menu de Ménil, compositor y aristócrata francés (f. 1930).
- 1860: Otto Jespersen, lingüista y filósofo danés (f. 1943).
- 1862: Ida B. Wells, activista estadounidense (f. 1931).
- 1863: Alfons Sala, político español (f. 1945).
- 1870: Hermann Harms, botánico alemán (f. 1942).

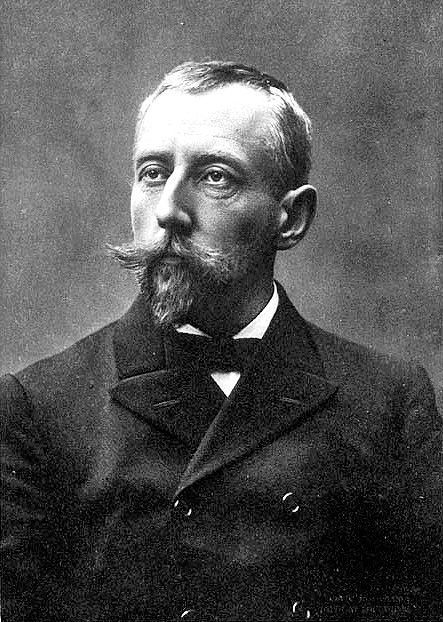
Roald Amundsen.

- 1872: Roald Amundsen, explorador noruego (f. 1928).
- 1875: Emil Voigt, gimnasta estadounidense (f. 1961).
- 1876: Segundo Storni, vicealmirante y marino argentino (f. 1954).
- 1881: Fernando Ortiz Fernández, antropólogo cubano (f. 1969).
- 1883: Charles Sheeler, pintor estadounidense (f. 1965).
- 1884: Anna Výrubova, escritora rusa (f. 1964).
- 1887: Floyd Gibbons, periodista estadounidense (f. 1939).
- 1888: Joe Jackson, deportista estadounidense (f. 1951).
- 1888: Percy Kilbride, actor estadounidense (f. 1964).
- 1888: Frits Zernike, físico neerlandés (f. 1966).
- 1894: Vicente Lombardo Toledano, político mexicano (f. 1968).
- 1896: Trygve Lie, diplomático noruego, secretario general de la ONU entre 1946 y 1952 (f. 1968).
- 1902: Alexander Luria, psicólogo ruso (f. 1977).
- 1903: Mary Philbin, actriz estadounidense (f. 1993).
- 1904: Armando Buscarini, poeta español (f. 1940).
- 1904: Ricardo Núñez, actor y cineasta español (f. 1998).
- 1904: Goffredo Petrassi, compositor italiano (f. 2003).
- 1907: Barbara Stanwyck, actriz estadounidense (f. 1990).
- 1910: Gordon Prange, escritor estadounidense (f. 1980).

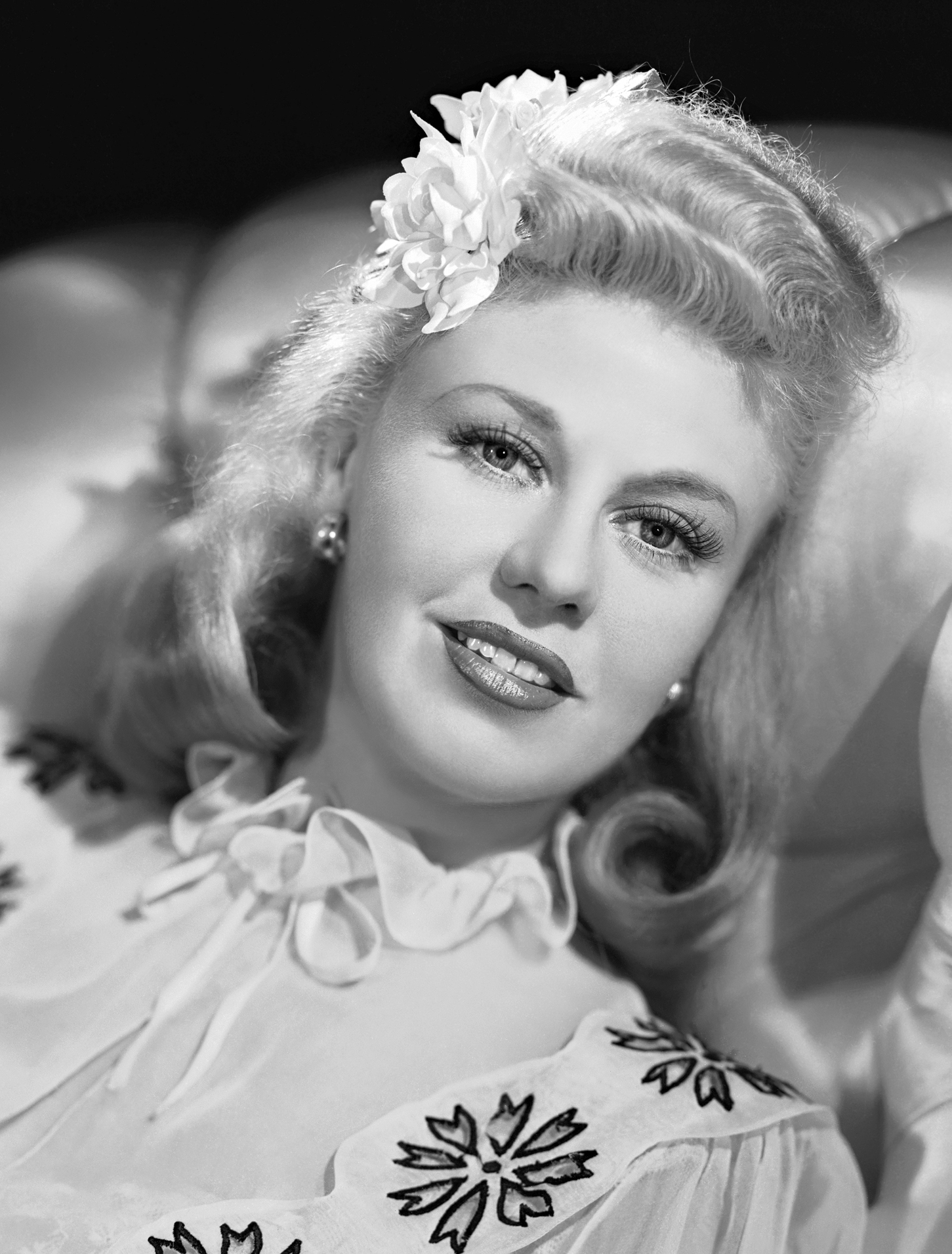
Ginger Rogers.

- 1911: Ginger Rogers, actriz y bailarina estadounidense (f. 1995).
- 1914: Divito, dibujante argentino (f. 1969).
- 1919: Hermine Braunsteiner, oficial austríaca de las SS (f. 1999).
- 1919: Choi Kyu-hah, político surcoreano, 4.º presidente (f. 2006).
- 1921: Miguel Labordeta, poeta y dramaturgo español (f. 1969).
- 1925: Rosita Quintana, actriz argentina-mexicana (f. 2021).
- 1925: Cal Tjader, músico estadounidense (f. 1982).
- 1926: Irwin Rose, biólogo estadounidense, premio nobel de química en 2004 (f. 2015).
- 1927: Carmelo Torres, torero mexicano (f. 2003).
- 1928: Anita Brookner, escritora británica (f. 2016).
- 1928: Bella Davidovich, pianista azerí nacionalizada estadounidense.
- 1928: Bryden Thomson,  director de orquesta escocés (f. 1991)
- 1928: Robert Sheckley, escritor estadounidense (f. 2005).
- 1928: Jim Rathman, piloto de automovilismo estadounidense (f. 2011).
- 1928: Concha Valdés Miranda, compositora e intérprete de música cubana (f. 2017).
- 1929: Carmelo Bernaola, compositor español (f. 2002).
- 1929: Sheri Stewart Tepper, escritora estadounidense (f. 2016).
- 1930: Guy Béart, músico francés (f. 2015).
- 1932: José Luis Argueta Antillón, economista salvadoreño (f. 2020).
- 1934: Tomás Eloy Martínez, escritor argentino (f. 2010).
- 1936: Yasuo Fukuda, político japonés.
- 1936: Kees Koch, atleta neerlandés (f. 2021).
- 1938: Gladys Marín, política chilena (f. 2005).
- 1939: Orlando Guaita, atleta chileno (f. 1974).
- 1939: Corin Redgrave, actor británico (f. 2010).
- 1941: Desmond Dekker, músico jamaicano (f. 2006).
- 1941: Dag Solstad, escritor noruego.
- 1942: Margaret Court, tenista australiana.
- 1943: Reinaldo Arenas, poeta cubano (f. 1990).
- 1943: Jimmy Johnson, entrenador de fútbol estadounidense.

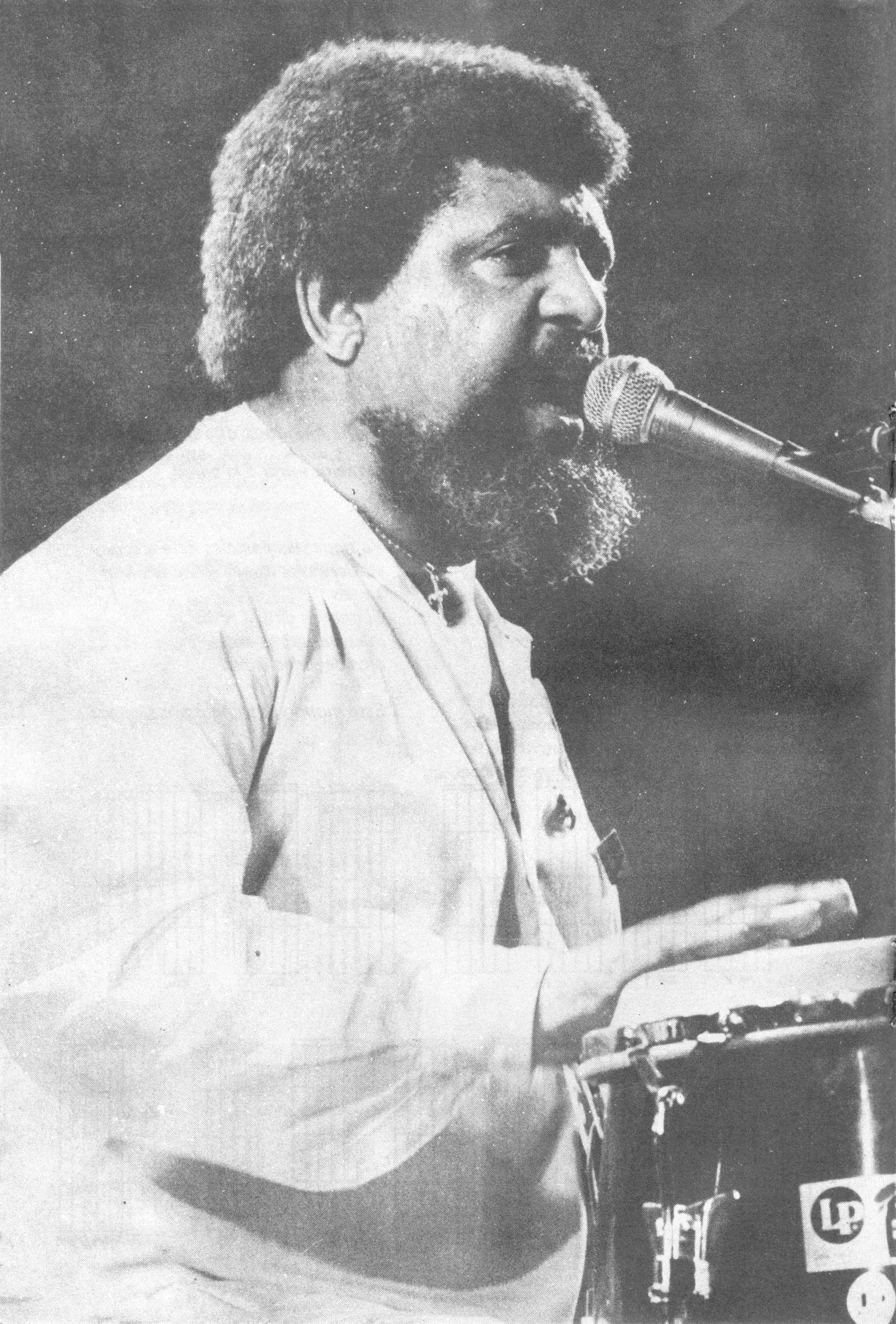
Rubén Rada.

- 1943: Rubén Rada, músico uruguayo.
- 1944: Jean Pierre Ducasse, ciclista francés (f. 1969).
- 1944: Alfredo Quaresma, futbolista portugués (f. 2007).
- 1944: Pilarín Bueno, cantadora de jota aragonesa española (f. 2023).
- 1945: Andrés Pazos, actor español afincado en Uruguay (f. 2010).
- 1946: Richard LeParmentier, actor estadounidense (f. 2013).
- 1946: Toshio Furukawa, actor, seiyū y narrador japonés.
- 1946: Barbara Lee, política estadounidense.
- 1947: Olga Sánchez Cordero, política mexicana.
- 1947: Catherine Baker, escritora libertaria francesa.
- 1948: Rita Barberá, política española (f. 2016).
- 1948: Rubén Blades, artista y político panameño.
- 1948: Cecilia Rossetto, actriz y cantante argentina.
- 1948: Pinchas Zukerman, violinista israelí.
- 1948: Susana Dalmás, profesora y política uruguaya (f. 2012).
- 1951: Franco Serantini, anarquista italiano (f. 1972).
- 1952: Stewart Copeland, músico estadounidense, fundador y baterista de la banda The Police.
- 1952: Karmelo Landa, político español.
- 1956: Tony Kushner, dramaturgo estadounidense.
- 1957: Faye Grant, actriz estadounidense.
- 1957: Alexandra Marinina, escritora rusa.
- 1957: Włodzimierz Smolarek, futbolista polaco (f. 2012).
- 1958: Michael Flatley, bailarín y coreógrafo irlandés.
- 1959: Jürgen Ligi, político estonio.
- 1961: Carmenza González, actriz colombiana.
- 1963: Phoebe Cates, actriz estadounidense.
- 1963: Srečko Katanec, futbolista y entrenador esloveno.

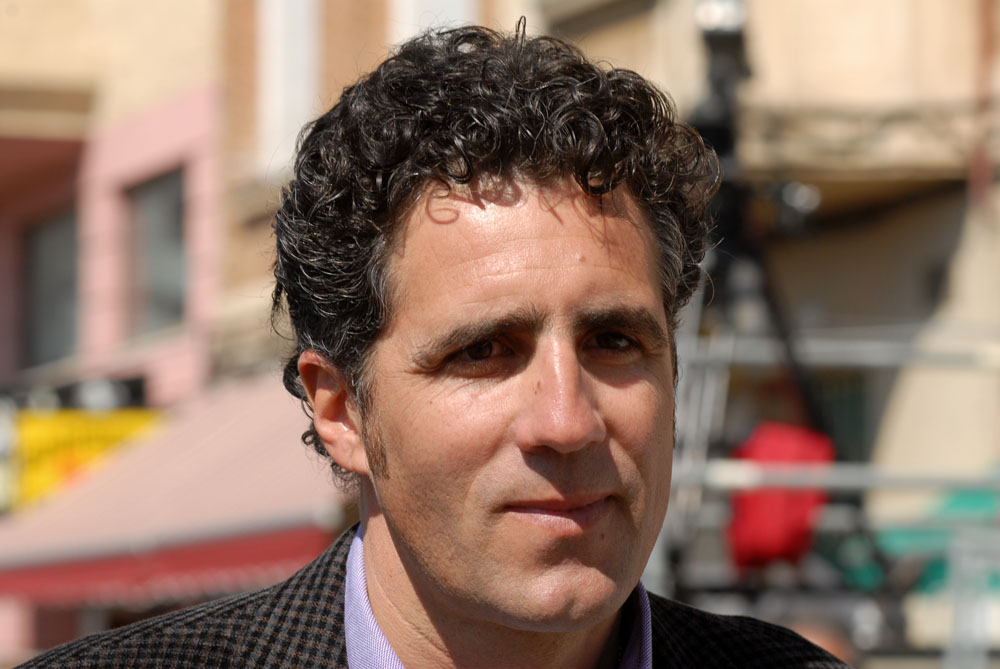
Miguel Induráin

- 1964: Miguel Induráin, ciclista español.
- 1967: Will Ferrell, actor y comediante estadounidense.
- 1968: Larry Sanger, cofundador de Wikipedia.
- 1969: Joseba Permach, político español.
- 1969: Eduardo Videgaray, actor, locutor y conductor mexicano.
- 1970: Apichatpong Weerasethakul, cineasta tailandés.
- 1971: Corey Feldman, actor estadounidense.
- 1971: Felipe Arias, presentador de noticias colombiano.
- 1971: Carlos Núñez Muñoz, músico español.
- 1971: Jon Bakero, futbolista español.
- 1973: Stefano Garzelli, ciclista italiano.
- 1974: Chris Pontius, actor estadounidense.
- 1974: Espido Freire, escritora española.
- 1975: Ana Paula Arósio, actriz y modelo brasileña.
- 1975: Manuel Sanhouse, futbolista venezolano.
- 1975: Toshimasa Toba, futbolista japonés.
- 1975: Bas Leinders, piloto de automovilismo belga.
- 1976: Valeriano Lanchas, es un cantante de música lírica y ópera colombiano.
- 1976: Bobby Lashley, luchador profesional estadounidense.
- 1976: Carlos Humberto Paredes, futbolista paraguayo.
- 1976: Anna Smashnova, tenista bielorrusa.
- 1976: Peter Van der Heyden, futbolista belga.
- 1976: Tomonori Tsunematsu, futbolista japonés.
- 1977: Adriana Bottina, actriz y cantante colombiana.
- 1977: Alejandro Delius, cantautor boliviano, del grupo Quirquiña.
- 1977: Andriy Dikan, futbolista ucraniano.
- 1978: Irene Visedo, actriz española.
- 1978: Naohito Hirai, futbolista japonés.
- 1979: Jayma Mays, actriz estadounidense.
- 1979: Chris Mihm, baloncestista estadounidense.
- 1979: Yuki Tazawa, futbolista japonés.
- 1979: Kohei Usui, futbolista japonés.
- 1980: Hércules Cardoso, futbolista brasileño.
- 1980: Sergio Santamaría González, futbolista español.
- 1980: Jesse Jane, modelo erótica y actriz pornográfica estadounidense (f. 2024).
- 1981: Zach Randolph, baloncestista estadounidense.
- 1981: Vicente Rodríguez Guillén, futbolista español.
- 1981: Diego Barreto, futbolista paraguayo.
- 1982: André Greipel, ciclista alemán.
- 1982: Michael Umaña, futbolista costarricense.
- 1982: Paulo Antonio de Oliveira, futbolista brasileño.
- 1982: Martina Aitolehti, modelo finlandesa.

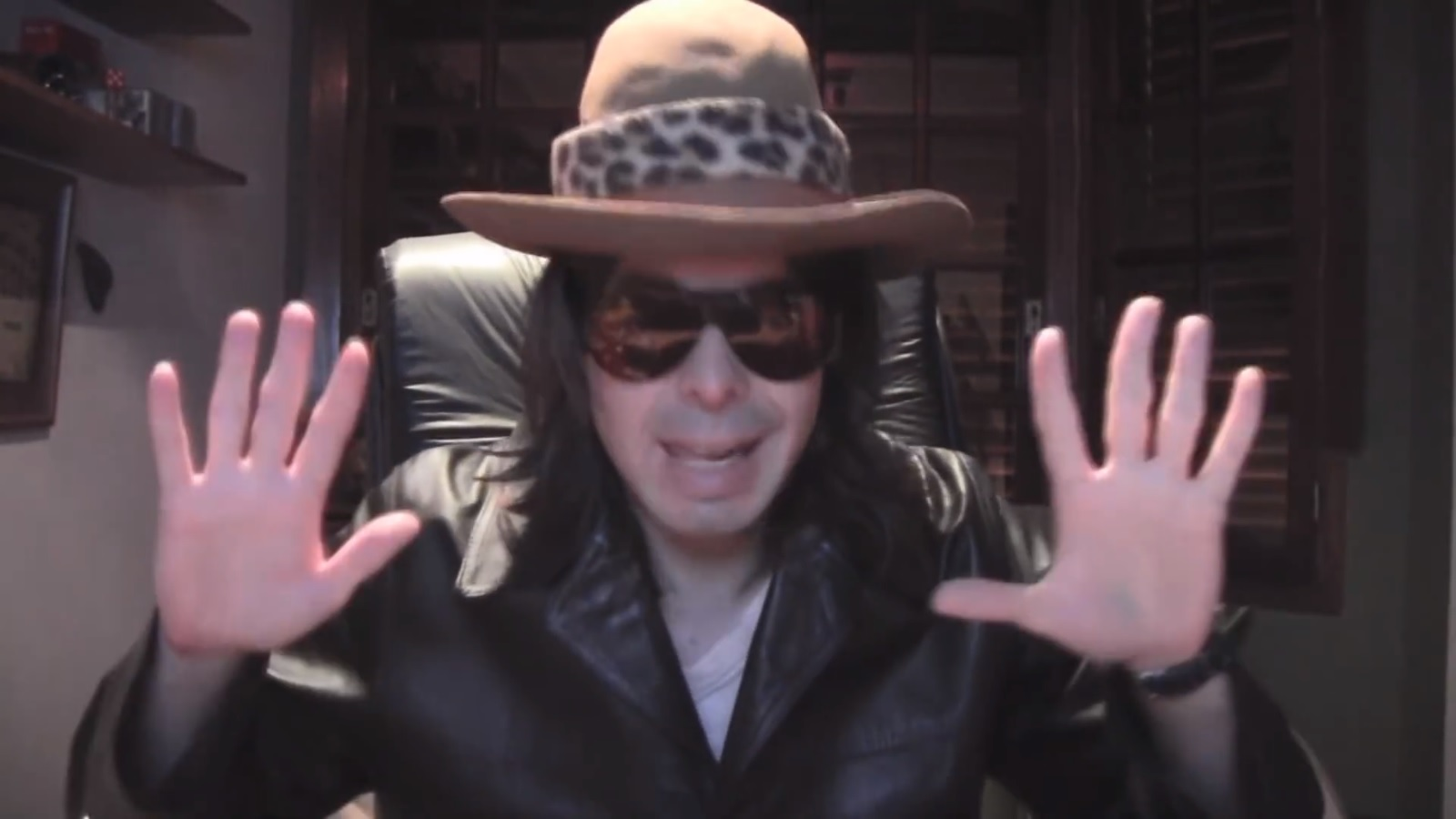
Dross Rotzank

- Dross Rotzank1982: Dross Rotzank, youtuber venezolano.
- 1983: Katrina Kaif, actriz británica.
- 1983: Regillio Nooitmeer, futbolista neerlandés.
- 1984: Franco Cángele, futbolista argentino.
- 1984: Ernani do Nascimento Germano, futbolista brasileño.
- 1984: Alan Marangoni, ciclista italiano.
- 1984: Nicolás Massot, político argentino.
- 1984: Shota Imai, futbolista japonés.
- 1985: Cha Ye Ryun, actriz surcoreana.
- 1985: Teo Tirado, futbolista español.
- 1985: Abraham González Casanova, futbolista español.
- 1985: Mostyn Beui, futbolista salomonense.
- 1985: Olivier Veigneau, futbolista francés.
- 1985: Gary Borrowdale, futbolista inglés.
- 1985: Yōko Hikasa, cantante y seiyū japonesa.
- 1986: Edo Caroe, humorista y mago chileno.
- 1986: Misako Uno, actriz y cantante japonesa.
- 1986: Chigozie Udoji, futbolista nigeriano.
- 1986: Joaquín Guzmán López, narcotraficante mexicano.
- 1986: Laura Carmichael, actriz británica.
- 1987: Hernán Berón, Baterista de "Los Moluscos"
- 1987: AnnaLynne McCord, actriz estadounidense.
- 1987: Dara Mohammed Habeib, futbolista iraquí.
- 1988: Sergio Busquets, futbolista español.
- 1988: Bruno Ecuele Manga, futbolista gabonés.
- 1988: Oribe Niikawa, futbolista japonés.
- 1988: Eric Johannesen, remero alemán.
- 1989: Gareth Bale, futbolista galés.
- 1989: Leroy Coralie, futbolista seychellense.
- 1989: Yohei Hayashi, futbolista japonés.
- 1989: Vladimir Orlando Cardoso de Araújo Filho, futbolista brasileño.
- 1989: Peeter Pruus, ciclista estonio.
- 1989: Martin Slaninka, balonmanista eslovaco.
- 1990: Johann Zarco, piloto de motociclismo francés.
- 1990: James Maslow, actor y cantante exintegrante de la boy-band Big Time Rush.
- 1991: Andros Townsend, futbolista británico.
- 1992: Hattan Bahebri, futbolista saudí.
- 1992: Luca Chirico, ciclista italiano.
- 1992: Jarosław Zyskowski, baloncestista polaco.
- 1992: Erin Doherty, actriz británica.
- 1993: Ryuji Hirota, futbolista japonés.
- 1993: Roberto Brito, futbolista venezolano.
- 1993: Ryō Takahashi, futbolista japonés.
- 1993: Iñigo Orozko, futbolista español.
- 1994: Mark Indelicato, actor y cantante estadounidense.
- 1994: Kōki Tsukagawa, futbolista japonés.
- 1994: Shericka Jackson, atleta jamaicana.
- 1994: Jackie Kiddle, remera neozelandesa.
- 1994: Torbjørn Bergerud, balonmanista noruego.
- 1994: Michael Hixon, saltador estadounidense.
- 1995: Kortney Hause, futbolista inglés.
- 1996: Luke Hemmings, cantante y guitarrista australiano de la banda 5 Seconds of Summer.
- 1996: Amath Ndiaye, futbolista senegalés.
- 1996: Manuel Pagliani, piloto de motociclismo italiano.
- 1996: Takeshi Sasaki, yudoca japonés.
- 1996: Carlos López Cortez, futbolista estadounidense.
- 1996: Luan Rodrigues Azambuja, futbolista brasileño.
- 1996: Hassani Gravett, baloncestista estadounidense.
- 1996: Edmond Judoyán, boxeador ruso.
- 1997: Marián Shved, futbolista ucraniano.
- 1997: Francesco Cassata, futbolista italiano.
- 1997: Takeru Kishimoto, futbolista japonés.
- 1997: David Tijanić, futbolista esloveno.
- 1997: Matthew Bostock, ciclista británico.
- 1997: Rafael Ramos Jiménez, futbolista español.
- 1998: Oralkhan Omirtayev, futbolista kazajo.
- 1998: Francisco Venegas, futbolista mexicano.
- 1998: Hiroto Ishikawa, futbolista japonés.
- 1998: Itsuki Oda, futbolista japonés.
- 1998: Ty-Shon Alexander, baloncestista estadounidense.
- 1998: Marianne Palo, tiradora finlandesa.
- 1999: Frida Maanum, futbolista noruega.
- 1999: Adam Gnezda Čerin, futbolista esloveno.
- 1999: Santiago Rodríguez Taverna, tenista argentino.
- 1999: Akira Onodera, actor y modelo japonés.
- 2000: Marcus Holmgren Pedersen, futbolista noruego.
- 2000: Tyrese Francois, futbolista australiano.
- 2000: Getnet Wale, atleta etíope.
- 2000: Franco Dal Farra, esquiador argentino.
- 2000: Dimitrije Kamenović, futbolista serbio.
- 2000: Gamid Agalarov, futbolista ruso.
- 2001: Konrad de la Fuente, futbolista estadounidense.
- 2001: David Toshevski, futbolista macedonio.
- 2001: Joanna Garland, tenista británica-taiwanesa.
- 2003: Leonardo Okeke, baloncestista italiano.
- 2003: Anthony Ammirati, atleta francés.
- 2003: Noah Persson, futbolista sueco.
- 2003: Emiliano Rodríguez Rosales, futbolista uruguayo.
- 2004: Ruby Barnhill, actriz británica.

## Fallecimientos
- 1216: Inocencio III, papa de la Iglesia católica entre 1198 y 1216 (n. 1161).
- 1324: Go-Uda, emperador japonés (n. 1267).
- 1342: Carlos I, rey húngaro (n. 1288).

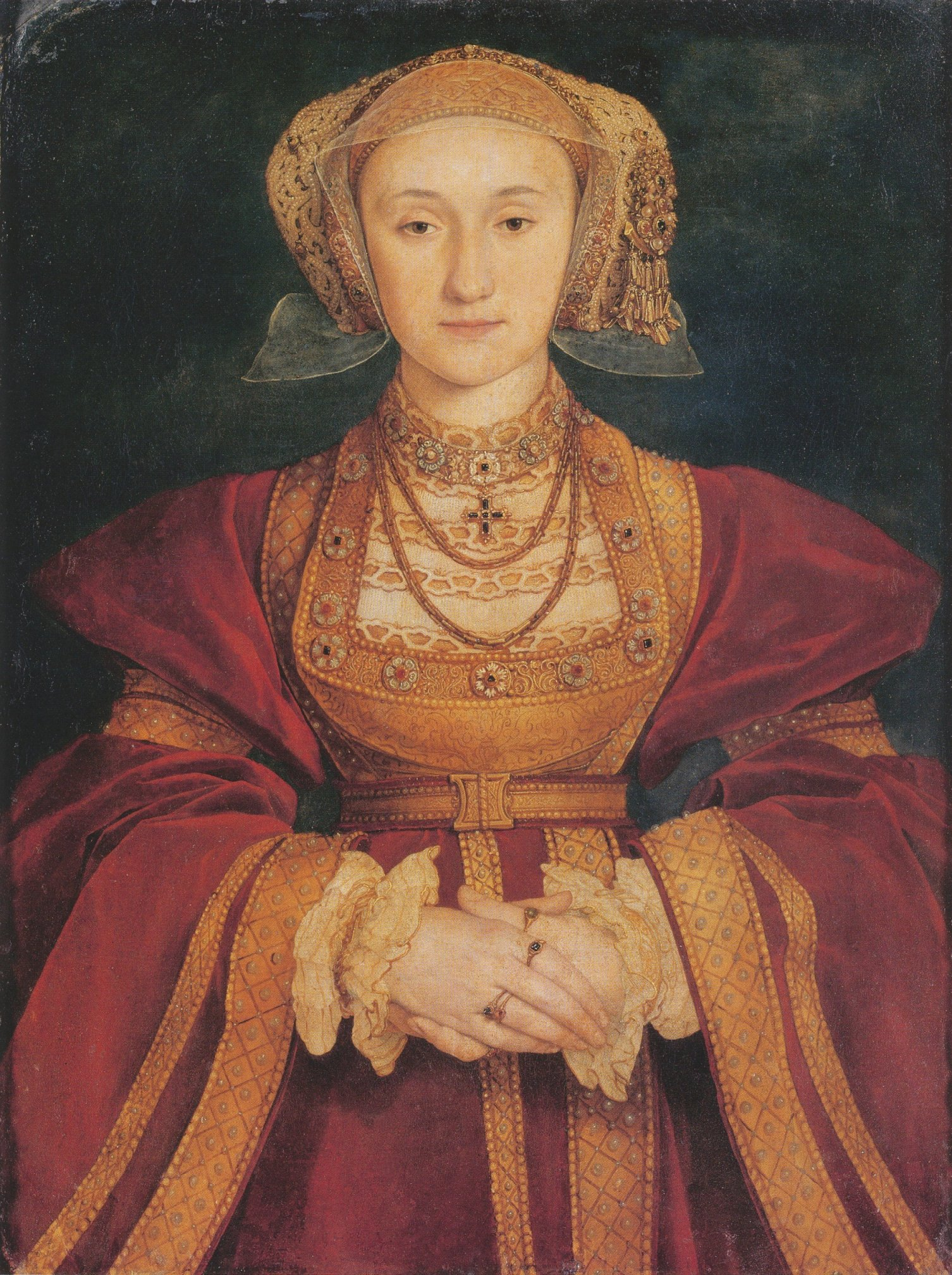
Ana de Cléveris.

- 1557: Ana de Cleves, cuarta esposa de Enrique VIII de Inglaterra (n. 1515).
- 1594: Thomas Kyd, dramaturgo inglés (n. 1558).
- 1647: Masaniello, rebelde napolitano (n. 1622).
- 1656: Marco Aurelio Severino, médico italiano (n. 1655).
- 1664: Andreas Gryphius, escritor alemán (n. 1616).
- 1691: François Michel Le Tellier de Louvois, estadista francés (n. 1641).
- 1717: Alonso Felipe de Andrade, capitán y héroe novohispano (n. 1667).
- 1729: Johann David Heinichen, compositor alemán (n. 1683).
- 1740: Mariana de Neoburgo, aristócrata española, casada con Carlos II de España entre 1689 y 1700 (n. 1740).
- 1770: Francis Cotes, pintor británico (n. 1726).
- 1847: José Ignacio Zenteno, político y militar chileno (n. 1786).
- 1866: Juan José Nieto Gil, Político, escritor, militar y estadista colombiano. (n. 1805).
- 1868: Dmitri Písarev, escritor ruso (n. 1840).
- 1882: Mary Todd Lincoln, mujer estadounidense casada con Abraham Lincoln (n. 1818).
- 1892: Charles Ferdinand Latrille, militar francés más conocido como Conde de Lorencez (n.1814)
- 1896: Edmond de Goncourt, escritor francés (n. 1822).
- 1914: Toribio Ortega Ramírez, militar mexicano (n. 1870).
- 1915: Ellen G. White, escritora estadounidense (n. 1827).
- 1916: Ilya Ilyich Mechnikov, microbiólogo ruso, premio nobel de fisiología o medicina en 1908 (n. 1845).
- 1918: José de Diego, escritor, periodista y político puertorriqueño (n. 1867).
- 1923: José Castulo Zeledón, ornitólogo costarricense. (n. 1846).
- 1930: Juan Luis Sanfuentes, presidente chileno (n. 1858).
- 1953: Hilaire Belloc, escritor británico (n. 1870).
- 1960: Albert Kesselring, mariscal de campo alemán (n. 1881).
- 1976: Carmelo Soria, diplomático español (n. 1921).
- 1977: Luis H. Irigoyen, botánico argentino (n. 1897).
- 1979: Alfred Deller, contratenor británico (n. 1912).
- 1982: Patrick Dewaere, actor francés (n. 1947).
- 1982: Charles Robberts Swart, político surafricano (n. 1894).
- 1983: Pablo O'Higgins, artista mexicano (n. 1904).
- 1985: Heinrich Böll, escritor alemán (n. 1917).
- 1989: Nicolás Guillén, poeta cubano (n. 1902).

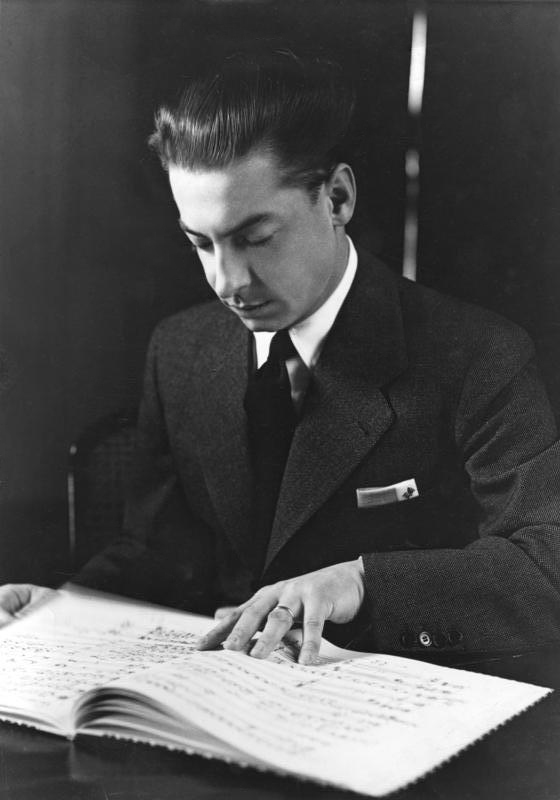
Herbert von Karajan.

- 1989: Herbert von Karajan, director de orquesta y músico austriaco (n. 1908).
- 1990: Tomás Blanco, actor español (n. 1910).
- 1990: Miguel Muñoz, futbolista y entrenador español (n. 1922).
- 1991: Robert Motherwell, pintor estadounidense (n. 1915).
- 1994: Julian Schwinger, físico estadounidense, premio nobel de física en 1965 (n. 1918).
- 1995: Stephen Spender, poeta británico (n. 1909).
- 1999: John F. Kennedy Jr., periodista estadounidense (n. 1960).
- 2001: Julijan Knežević, archimandrita serbio (n. 1918)
- 2001: Morris, historietista belga (n. 1923).
- 2002: John Cocke, científico informático estadounidense (n. 1925).
- 2003: Celia Cruz, cantante cubana (n. 1925).
- 2006: Bob Orton, luchador estadounidense (n. 1929).
- 2008: Jo Stafford, cantante estadounidense (n. 1917).
- 2010: Raúl Urtizberea, periodista argentino (n. 1928).
- 2011: Ante Garmaz, modisto y presentador de televisión argentino de origen croata (n. 1928).
- 2012: Stephen Covey, magnate estadounidense (n. 1932).
- 2012: Jon Lord, cantautor y pianista británico (n. 1941).
- 2012: Kitty Wells, cantautora estadounidense (n. 1919).
- 2013: Mario Laserna Pinzón, educador, escritor y político franco-colombiano (n. 1923).
- 2014: Julio César Abbadie, futbolista uruguayo (n. 1930).
- 2014: Orlando Sotro, piloto de automovilismo argentino (n. 1931).
- 2015: Alcides Ghiggia, futbolista uruguayo (n. 1926).
- 2019: Rosa María Britton, doctora y escritora panameña (n. 1936).
- 2019: Manuel Revuelta González, historiador español (n. 1936).
- 2020: Víctor Víctor, músico y compositor dominicano (n. 1948).
- 2021: Biz Markie, rapero, productor y actor estadounidense (n. 1964).
- 2023: Jane Birkin, actriz y cantante británica (n. 1946).
- 2023: Kevin Mitnik, hácker estadounidense (n. 1963).
- 2023: Mario Videla, músico argentino (n. 1939).
- 2025: Connie Francis, cantante estadounidense (n. 1937).

## Celebraciones

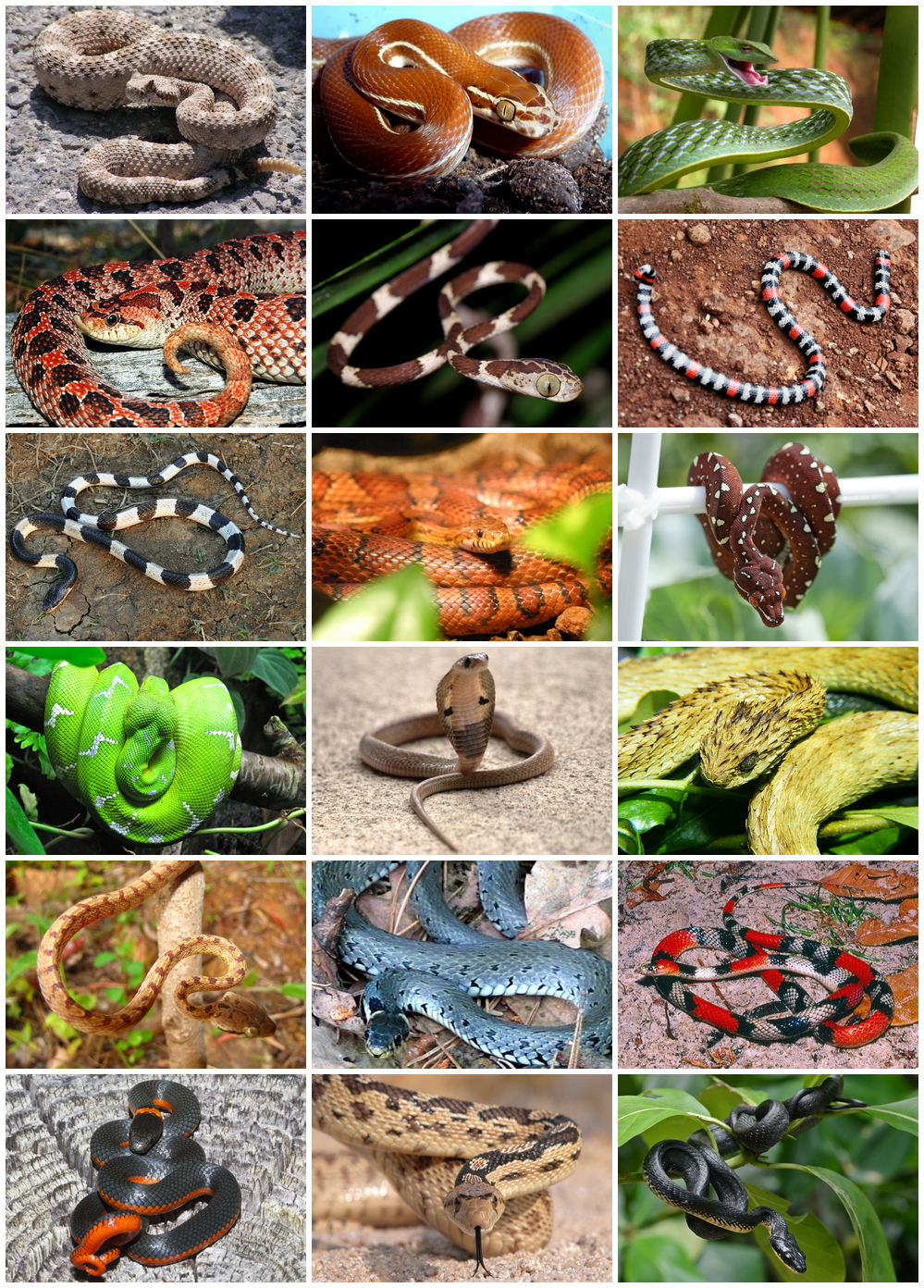
Día Mundial de la Serpiente.

- Día Mundial de la Serpiente.[2]
Esta fecha es una oportunidad para aprender sobre estos reptiles a menudo incomprendidos y desmentir los mitos que los rodean. El objetivo principal es crear conciencia sobre la importancia de las serpientes en los ecosistemas y promover su conservación. Las serpientes desempeñan un papel crucial en el equilibrio natural. Son depredadores naturales de roedores y otras plagas, lo que ayuda a proteger los cultivos y a prevenir la propagación de enfermedades.[3]
(en inglés:  World Snake Day).

 Por países
(Por orden alfabético)
- Argentina:
  - Día del Servicio Penitenciario Federal.[4]
(en honor a la Virgen del Carmen).
  - Día de los Intereses Argentinos en el Mar.[5]
En homenaje al nacimiento del Almirante Segundo Storni en 1876, precursor de la defensa del patrimonio marítimo en su carrera pedagógica en la Armada Argentina.
    -  Misiones: Día Provincial del Donante de Órganos.[6]
Es que fue tal día como hoy, pero en 1996, cuando ante la confirmación de la muerte del sacerdote Carlos Hardoy, de la diócesis de Iguazú, sus familiares decidieron donar sus órganos: se trató de la primera ablación multiorgánica realizada en Misiones y ocurrió en el Hospital Samic de Eldorado.
Esta recordación fue establecida en la ex Ley 3.505 (actualmente Ley VI-Nº73) desde 1998.[7]

- Honduras:
  - Día Nacional del Ingeniero Civil.

- Perú:
  - Día de la Investigación Agropecuaria.[8]
Esta fecha conmemora la labor de los científicos y profesionales que dedican sus esfuerzos a mejorar la agricultura y la producción de alimentos en el país.

- Venezuela:
  - Día Nacional del Policía.[9]
Para honrar y reconocer la dedicación y el sacrificio de los hombres y mujeres que integran las fuerzas policiales del país. Esta fecha se estableció en 1944 y coincide con la festividad de Nuestra Señora del Carmen, patrona de la Policía y del Ejército Venezolano.

### Santoral católico

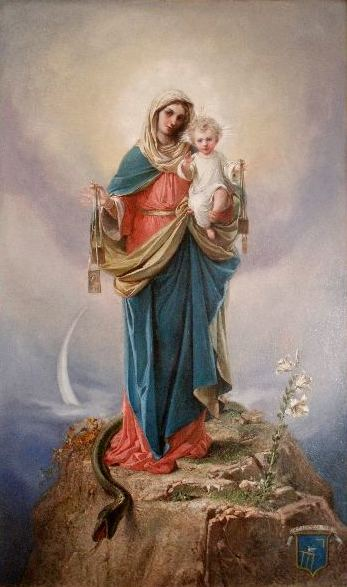
Nuestra Señora del Carmen.

Celebración del día:  Virgen del Carmen.
- San Antíoco de Anastasiópolis.[11]
- San Atenógenes.
- San Helerio de Jersey.[11]
- Santa María Magdalena Postel.[11]
- San Sisenando de Córdoba.
- Santa Teresa Zhang Hezhi y dos hijos.[11]
- Beata Aimée de Jesús de Gordon y compañeras.[11]
- Beato Bartolomé de los Mártires Fernandes.[11]
- Beata Irmengardis de Frauenwörth.[11]
- Beato Nicolás Savouret.[11]
- Beato Simón da Costa.[11]

 Por países
(Por orden alfabético)
- Argentina:
  - Virgen del Carmen, patrona de la Cárceles e Institutos Penitenciarios, por lo que hoy se conmemora también el Día del Servicio Penitenciario Federal.[4]
 Además fue designada Patrona y Generala del Ejército Argentino por el General Jose de San Martín y considerada el ángel guardián de los soldados que emprendieron la gesta libertadora.[4]
  -  Corrientes, Itatí: aniversario de la coronación de la Virgen de Itatí.
  -  Formosa: La Iglesia Católica celebra hoy el Día de la Virgen del Carmen, patrona de la diócesis de Formosa y patrona y generala del Ejército de los Andes.[12]
  -  Misiones: Virgen del Carmen, Santa Patrona de Puerto Iguazú.[4]

- Bolivia:
  -  La Paz: fiestas patronales.

- Chile
  - Feriado nacional, por ser el Día de la Virgen del Carmen, Patrona de Chile.
  - Fiesta de La Tirana (Región de Tarapacá).

- Colombia:
  - Fiestas de Nuestra Señora del Carmen (o Virgen del Carmen): Patrona de los conductores, los bomberos y las fuerzas armadas.

- España:
  - Santa Pola (Alicante): Fiesta patronal en honor de Nuestra Señora la Virgen del Carmen Patrona de los Marineros.
  - Saldaña ( Castilla y León): Semana Romana
  - La Cistérniga (Castilla y León): fiestas patronales.
  - Barbate ( Andalucía): Feria y fiestas en honor a Nuestra Señora del Carmen Patrona de Barbate. fiestas patronales.
  - Beniaján (Murcia): fiestas patronales.
  - San Millán de la Cogolla (La Rioja): Fiestas de Lugar del Río.
  - San Fernando (Cádiz) (Andalucía): fiestas patronales con la Feria del Carmen y de la Sal.
  - Revilla de Camargo (Cantabria): El Carmen.
  - Comillas (Cantabria):Fiestas del Santo Cristo del Amparo.
  - Santa Olalla (Castilla-La Mancha): fiestas patronales.
  - Isla Cristina (Huelva, Andalucía): Fiestas patronales de Ntra. Sra. del Carmen.
  - San Pedro del Pinatar  (Región de Murcia): Nuestra Señora del Carmen, Patrona de los Pescadores.

- México:
  - Gutiérrez Zamora (Veracruz): fiestas patronales con la Feria del Carmen.

- Venezuela:
  - Festividad de Nuestra Señora del Carmen, patrona de la Policía y del Ejército Venezolano.